# 孫霸
孫霸（224年～235年間—250年），字子威，三國時東吳皇子。孫權的第四子。曾與兄長孫和發生二宮之爭。

## 生平
孫權長子孫登逝世後，孫權立孫和為太子，孫霸則被封為魯王，但因孫霸特別受孫權喜愛，地位似乎和太子孫和差不多。孫權聽到孫霸與孫和不睦，以學習為名禁止他們與其他人往來。
但孫霸始終覬覦太子之位，亦因孫和生母王夫人被全公主所誣，令孫和太子地位有危機。全寄、吳安、孫奇、楊竺等人皆暗中依附孫霸，中傷孫和，望令孫權廢孫和而立孫霸。與此同時，陸遜、吾粲等人要求孫權確立孫和太子之位，斷絕孫霸的野心，但都遭到孫霸及其黨羽陷害，遭孫權處罰。孫權看到朝中官員分成兩派深感不悅，雖已有打算改立嗣子，但久久沒有決定而未解決立儲問題，致令二宮之爭持續數年，期間朝中很多官員都牽涉其中。孙霸曾去偏将军营下督朱绩的官署坐下，意在与之交好，但朱绩却立即下地而立，推辞不受。
赤烏十三年（250年），孫權廢孫和，改立七子孫亮為太子，並且賜死孫霸，誅殺全寄等黨羽。

## 评价
- 《三国志·陆凯传》：权时见杨竺，辟左右而论霸之才，竺深述霸有文武英姿，宜为嫡嗣，于是权乃许立焉。
- 是仪：臣窃以鲁王天挺懿德，兼资文武，当今之宜，宜镇四方，为国藩辅。宣扬德美，广耀威灵，乃国家之良规，海内所瞻望。

## 家族

### 父族

#### 曾祖父
- 孫鍾 孫堅父

#### 祖父母
- 孙坚 祖父，孫權稱帝後追諡為武烈皇帝
- 吳太夫人 祖母，孫權稱帝後追諡為武烈皇后

#### 叔伯
- 孫策 大伯，東吳奠基者，孫權稱帝追諡長沙桓王。
- 孫翊 三叔，丹陽太守，性格驍悍果烈，有孫策之風。
- 孫匡 四叔，孫策讓出父爵烏程侯給幼弟承襲，早逝。
- 孫朗 五叔，違反軍令燒毀軍用，呂範送回禁錮。

#### 姑媽
- 孫氏，嫁給曲阿人弘咨
- 孫氏，嫁給陈氏

#### 姑姐
- 孫夫人，嫁刘备，正史姓名不詳。三国演义中稱孫仁，戲曲《甘露寺》稱孫尚香

#### 父親
- 孫權，東吳大皇帝，東吳開國君主。

### 母族

#### 母親
- 謝姬[1]

### 親族

#### 兄弟
- 孫登，孫權長子，字子高，東吳宣太子。三十三歲病死。
- 孫慮，孫權次子，字子智，少敏惠有才藝，權器愛之。二十歲卒。無子。
- 孫和，孫權三子，字子孝，孫霸親兄，孫登病死後被立為太子。被廢後封為南陽王。被丞相孫峻賜死。兒子孫皓繼位於孫休, 追尊孫和為文皇帝。
- 孫奮，孫權五子，字子揚，封齊王。後被廢為庶人。太平三年又被封為章安侯。被孫皓誅殺。
- 孫休，孫權六子，字子烈，東吳景皇帝。原被封琅邪王，孫亮被廢黜後被立為帝。廿四歲繼位孫亮。三十歲英年早逝。
- 孫亮，孫權幼子，字子明，十歲繼位孫權，十六被丞相孫綝廢為會稽王。十八歲流放途中亡。

#### 姊妹
- 孫魯班，字大虎，孫權長女，先配周循，後配全琮。
- 孫氏（待考），孫權次女。劉纂妻，早卒。
- 孫魯育，字小虎，孫權三女，先配朱據，後配劉纂。
- 孫氏（待考），滕胤妻[2]。

### 妻族
- 劉基，岳父，光祿勳。
- 劉氏，正室，刘基女。

### 子嗣
- 孫基，會稽王孫亮五鳳年間封吳侯。太平二年因盗乘御马获罪。
- 孫壹，會稽王孫亮五鳳年間封宛陵侯。

## 延伸阅读
[在维基数据编辑]
 《三國志·卷59》，出自陳壽《三國志》